# Namaquarachne
Namaquarachne is een geslacht van spinnen uit de  familie van de Phyxelididae.

## Soorten
- Namaquarachne angulata Griswold, 1990
- Namaquarachne hottentotta (Pocock, 1900)
- Namaquarachne khoikhoiana Griswold, 1990
- Namaquarachne thaumatula Griswold, 1990
- Namaquarachne tropata Griswold, 1990